# Kisfaludy-kilátó
A Kisfaludy-kilátó 18 méter magas, kilátóként funkcionáló építmény, amely a Tapolcai-medence, illetve a Badacsony tanúhegy legmagasabb, 437,4 méter tengerszint feletti magasságban elhelyezkedő pontján található. A kilátó névadója Kisfaludy Sándor költő. Az eredetileg az 1960-as években elkészült építménynek a teljes lebontására, majd újjáépítésére 2011-ben került sor. 2012 júniusában nyitották meg.

## Története
Az eredetileg álló kilátót az 1960-as évek során építették fel, azonban ennek az építménynek az állapota az idő múlásával jelentős mértékben megromlott. Ezzel az indokkal Badacsonytomaj Város Önkormányzata 2008-ban úgy döntött, hogy pályázatot nyújt be az Új Magyarország Fejlesztési Terv Közép-Dunántúli Operatív Program támogatási rendszeréhez. A kérvényt „Egy jobb kilátásért! Új kilátó létesítése a Badacsony hegyen” címmel, KDOP-2.1.1/D-2f-2009-0013 jellel vettek nyilvántartásba. A Nemzeti Fejlesztési Ügynökség támogatásra érdemesnek ítélte a pályázatot, melynek célja egy többfunkciós kilátó létrehozása volt. Az önkormányzat ennek a lépésnek köszönhetően az európai uniós pályázaton 85 millió forintot nyert, a támogatás mértéke 85% volt a beruházás 97 925 000 forintos összköltségéhez képest.
Az építmény teljes mértékű újjáépítésére 2011 során került sor.